# 圣儒利安堂

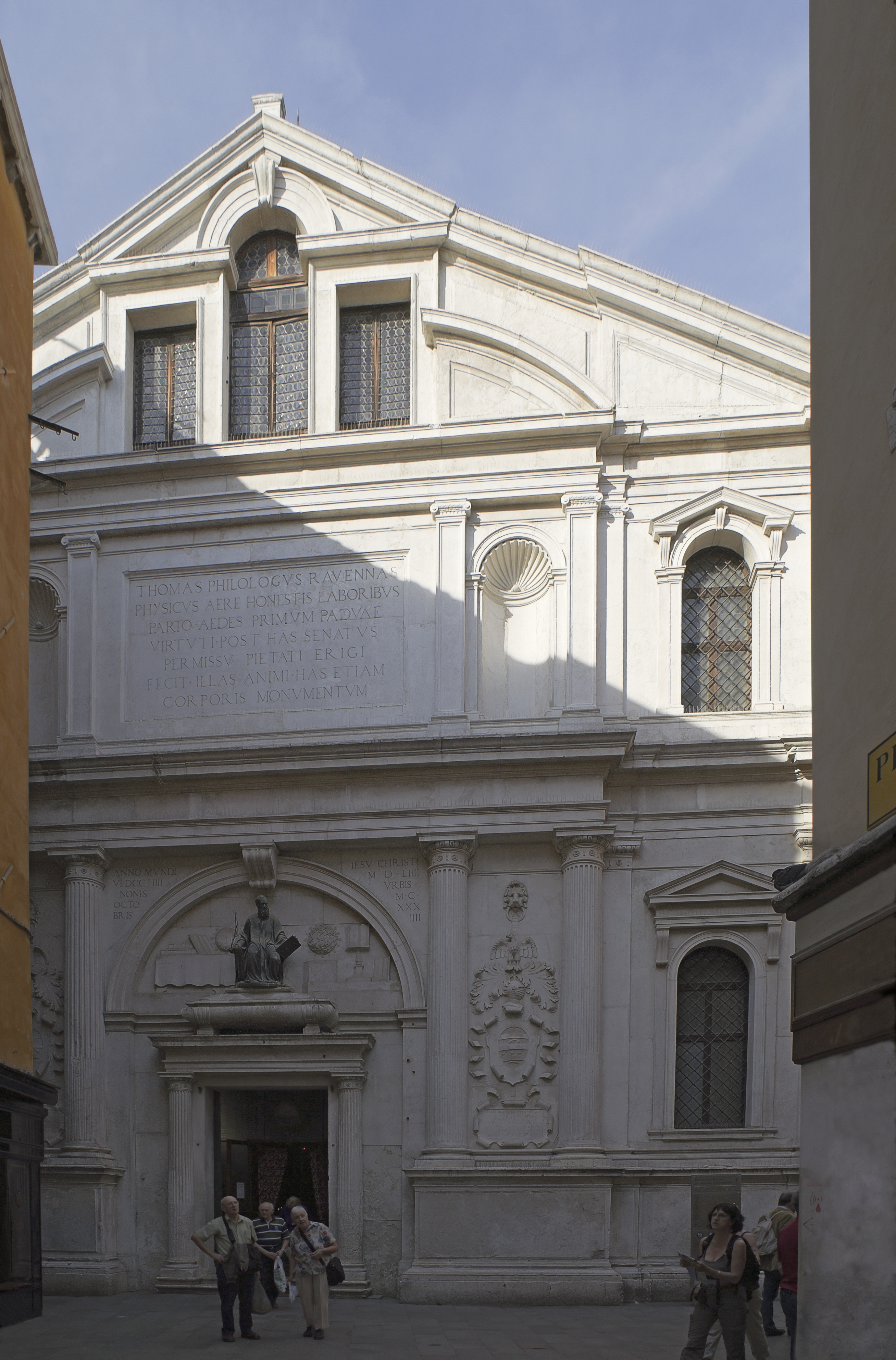
圣儒利安堂

圣儒利安堂（Chiesa di San Giuliano，威尼斯语：San Zulian）是一座罗马天主教教堂，位于意大利威尼斯圣马可区的Merceria购物街。该堂始建于9世纪，曾多次重建。立面建于1553年，由雅各布·桑索维诺设计，古典神庙风格。刻有希伯来、希腊、拉丁三种文字的铭文。内部也是由桑索维诺设计。1580年祝圣。